# Montipora altasepta
Montipora altasepta is een rifkoralensoort uit de familie van de Acroporidae. De wetenschappelijke naam van de soort is voor het eerst geldig gepubliceerd in 1964 door Nemenzo.